# Menetou-sur-Nahon
Menetou-sur-Nahon é uma comuna francesa na região administrativa do Centro, no departamento Indre. Estende-se por uma área de 6,8 km². Em 2010 a comuna tinha 125 habitantes (densidade: 18,4 hab./km²).